# ВЕС Нобелвінд
ВЕС Нобелвінд (Bligh Bank 2) (фр. Nobelwind, Bligh Bank 2) – бельгійська офшорна вітроелектростанція у Північному морі.
ВЕС Нобелвінд розмістили на тій же ліцензійній ділянці, де у 2010-му спорудили станцію Белвінд (Bligh Bank 1) – на банці Блай за 45 км від Зеєбрюгге. Основні роботи зі встановлення вітроагрегатів виконало в 2016-2017 роках спеціалізоване судно Vole Au Vent. Спершу воно спорудило 51 фундамент у складі монопаль (довжиною до 77 метрів та вагою від 430 до 800 тон) та перехідних елементів, приймаючи на борт по 4 комплекти за раз. Після цього Vole Au Vent здійснило монтаж 50 вітрових турбін. 
Ще один фундамент призначався для офшорної трансформаторної підстанції, монтаж якої виконав плавучий кран Rambiz. Вона підіймає напругу до 220 кВ, після чого продукція передається до розташованої дещо ближче до берега трансформаторної підстанції ВЕС Нортвінд, звідти транспортується по прокладеному в 2013 році головному експортному кабелю. Спорудження ділянки між двома офшорними підстанціями здійснило кабелеукладальне судно Willem De Vlamingh.
Nobelwind складається з 50 вітроагрегатів данської компанії Vestas типу V112/3300 одиничною потужністю 3,3 МВт та діаметром ротора 112 метрів. Вони розміщені на площу 19,8 км2 в районі з глибинами моря від 26 до 38 метрів на баштах висотою 79 метрів.